# Gravenberchstraat
De Gravenberchstraat is een straat in Paramaribo van de Drambrandersgracht naar de Johannes Mungrastraat. De straat is genoemd naar Adolf Frederik Gravenberch, de waarschijnlijk eerste arts van Afrikaanse afkomst in Suriname.

## Bouwwerken
De straat begint ter hoogte van de Van Idsingastraat als verlengde van de Drambrandersgracht. Na een aantal afslagen en kruisingen gaat ze bij de Professor W.J. Kernkampweg over in de Johannes Mungrastraat.
Aan het begin staat links de Ismay van Wilgen Sporthal en rechts staan onder meer het Suriname Hospitality and Tourism Training Centre, De Rozekruisers Orde A.M.O.R.C. Loge, het Centraal Laboratorium en het Surinaamse Rode Kruis.
Ingeklemd tussen de Gravenberchstraat, Rode Kruislaan en erachter de Verlengde Gemenelandsweg staat de Memre Boekoe-kazerne. Aan het eind bevindt zich het Platform Houtsector Suriname.
Op een kamer in de Gravenberchstraat 18 startte Eddy Jharap op 13 december 1980 met vier personeelsleden Staatsolie Maatschappij Suriname. Het bedrijf groeide en had een omzet van 265 miljoen USD bij zijn afscheid in 1995 en 1 miljard USD in 2015.
Aan het eind, op nummer 33, bevindt zich het hoofdkantoor van de Kamer van Koophandel en Fabrieken.

## Gedenkteken
Het volgende gedenkteken staat in de straat:
| Onderwerp                                      | Type       | Kunstenaar | Onthulling | Locatie                      | Omschrijving        |
| ---------------------------------------------- | ---------- | ---------- | ---------- | ---------------------------- | ------------------- |
| Monument voor Gesneuvelde Militairen 1986-1992 | gedenkzuil | onbekend   | 2016       | voor de Memre Boekoe-kazerne | Binnenlandse Oorlog |